# Brian Wilson

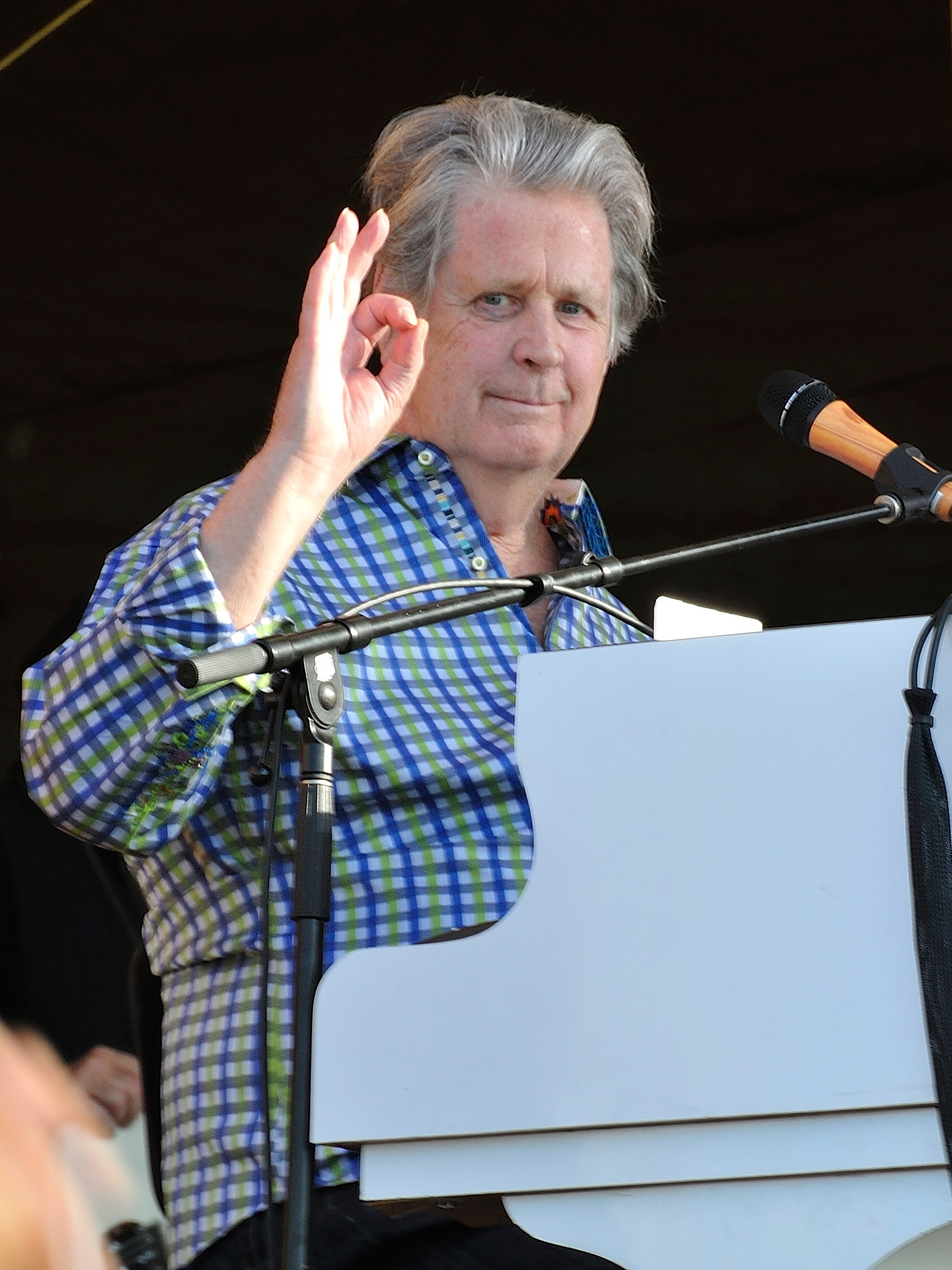
Brian Wilson, 2012

Brian Douglas Wilson (* 20. Juni 1942 in Inglewood, Kalifornien; † 11. Juni 2025 in Beverly Hills, Kalifornien) war ein US-amerikanischer Musiker, der als kreativer Kopf der Beach Boys bekannt wurde. Er komponierte in den 1960er und 1970er Jahren die meisten Songs der Band und produzierte bis 1967 alle und in den darauffolgenden Jahren noch einige Alben. Er sang insbesondere die zweite Leadstimme und die hohe Falsettstimme sowie die Balladen. Wilson gilt als einer der bedeutendsten Songwriter und Musikproduzenten des 20. Jahrhunderts.

## Biografie

### Kindheit und Jugend
Brian Wilson wurde 1942 im kalifornischen Inglewood als ältester Sohn von Murry Wilson und dessen Frau Audree Neva Korthof geboren. Er wuchs mit seinen Brüdern Dennis und Carl in Hawthorne auf, einem Vorort von Los Angeles. Sein Vater Murry erkannte früh das musikalische Talent seines Sohnes und begann dieses zu fördern.
Während seiner frühen Kindheit fanden Ärzte heraus, dass Wilson auf seinem rechten Ohr taub ist. Aussagen seines Bruders Dennis legen die Vermutung nahe, dass diese Behinderung durch Schläge seines als Tyrann beschriebenen Vaters verursacht wurde. In seiner 2016 erschienenen Autobiografie schrieb Wilson hingegen, dass die Ertaubung die Folge eines Unfalls sei: Ein Nachbarskind habe ihn beim Spielen mit einem Eisenrohr am Kopf getroffen, was den 8. Hirnnerv durchtrennt und die irreversible Taubheit verursacht habe.
Neben der Musik galt seine Leidenschaft dem Sport, vor allem Baseball und Football. 
Zu seinem 16. Geburtstag bekam er ein Aufnahmegerät geschenkt. Das gab ihm die Möglichkeit, mit Audio-Overdubs zu arbeiten und verschiedene Arten von Satzgesang auszuprobieren. Er hatte sich schon früh für den Harmoniegesang interessiert und fand in den Four Freshmen seine musikalischen Vorbilder. Er begann, die Stücke dieser Formation zu analysieren und mit seinen Brüdern und der Mutter nachzusingen.

### Brian Wilson und die Beach Boys

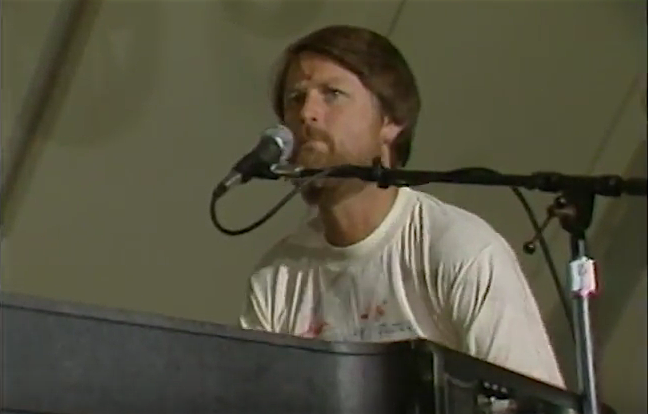
Brian Wilson, 1983

1961 entschloss er sich, gemeinsam mit seinen Brüdern sowie ihrem Cousin Mike Love und seinem Schulfreund Al Jardine eine Band zu gründen. Zu diesem Zweck begann Wilson eigene Stücke zu komponieren, zu denen Mike Love Texte verfasste. Bei der regionalen Plattenfirma Candix veröffentlichten sie schließlich unter dem Namen The Beach Boys den Song Surfin’, der in Kalifornien sofort zum Hit wurde. Danach nahm Capitol Records sie unter Vertrag.
Die ersten beiden Alben wurden, wie damals üblich, von dem Capitol-Produzenten Nick Venet betreut. Das führte häufig zu Spannungen, da der damals erst 20-jährige Wilson eigene Vorstellungen des Beach-Boys-Sounds hatte und die Stücke selber produzieren wollte. Capitol bestand aber auf Venet. Wilson erhielt allerdings die Möglichkeit für Rachel & the Revolvers, die bei DOT Records unter Vertrag standen, deren Single zu produzieren. The Revo-Lution wurde ein kleiner Charterfolg. Bereits im darauffolgenden Monat erschien die nächste von Wilson produzierte Single für das Duo Bob & Sherry.
Ab dem dritten Beach-Boys-Album Surfer Girl genehmigte Capitol Records Wilson, auch die Musik der Beach Boys zu produzieren. Diese Belastung aus Auftritten, Komposition und Produktion kostete den empfindsamen Wilson sehr viel Energie. Neben den Beach Boys produzierte er eine Reihe anderer Bands, darunter die seiner Freundin Marilyn Rovell, The Honeys. Zudem schrieb er gemeinsam mit Jan Berry für das Duo Jan & Dean, die bei Liberty unter Vertrag standen, einige Lieder. Der Song Surf City, bei dem Wilson selbst mitsang, erreichte überraschend Platz eins der US-Billboard-Charts und brachte ihm bei Capitol Ärger ein.
1963 musste Wilson wegen gesundheitlicher Probleme bei einer Tournee aussetzen und holte seinen alten Schulfreund Al Jardine in die Band zurück. Im Jahr darauf hatte er während einer weiteren Tournee einen Nervenzusammenbruch. Das veranlasste ihn, seinen Rückzug vom Tourneeleben bekanntzugeben, um künftig nur noch im Studio als Komponist und Produzent zu arbeiten. Sein Ersatz bei den Beach Boys wurde Bruce Johnston.
Durch die Beatles, die seit Rubber Soul begonnen hatten, das Album als Kunstform zu entwickeln, fühlte Wilson sich herausgefordert und wollte diese künstlerisch übertreffen. Im Mai 1966 veröffentlichte er mit den Beach Boys das Album Pet Sounds, das als sein bestes Werk angesehen wird. Dies gilt auch für das Stück Good Vibrations, das eigentlich für Pet Sounds vorgesehen war, nach mehrmonatiger Produktion aber erst im Oktober des Jahres erschien. Die komplexe Komposition wurde ein weltweiter Hit und markiert seinen künstlerischen Höhepunkt.
Das als nächstes Beach-Boys-Album geplante Smile konzipierte er zusammen mit Van Dyke Parks. Streitigkeiten mit der Plattenfirma und den anderen Beach Boys sowie zunehmende psychische Probleme hielten ihn jedoch davon ab, das Album fertigzustellen. Die unfertigen Aufnahmen verschwanden im Archiv und wurden erst 2011 unter dem Titel The Smile Sessions veröffentlicht. Wilsons Wille, an neuen Projekten zu arbeiten, war seit diesem Zeitpunkt gebrochen, und er konnte nur noch selten für etwas begeistert werden. Immer öfter hatte er Probleme, Lieder fertigzustellen.
Das Album Friends, an dem Wilson beteiligt war, entstand zum größten Teil unter Einbeziehung seiner Brüder und Al Jardines als Ko-Komponisten. Die wenigen Stücke, die Wilson in dieser Zeit alleine schrieb, waren zumeist autobiografisch gehalten und erzählten von seiner unglücklichen Lebenssituation. Als Beispiele für Liedtitel sind hier unter anderem Time to Get Alone, Busy Doin’ Nothing und ’Til I Die zu nennen.
Wilson begann, als Veganer zu leben und eröffnete mit Freunden ein veganes Geschäft, das bald wieder geschlossen wurde. Zudem arbeitete er mit dem kalifornischen Lyriker Stephen Kalinich an dem Album A World of Peace Must Come, das aber nicht veröffentlicht wurde. Zu Beginn der 1970er Jahre war Wilson nur noch sporadisch in neue Projekte der Beach Boys involviert. Er schwankte zwischen einem manischen, aufgedrehten Energiebündel und einem depressiven, lethargischen Menschen, der den gesamten Tag im Bett liegend verbrachte.
Eine fehlgeschlagene Operation an seinem Ohr führte schließlich dazu, dass er immer öfter an Schwindelanfällen litt und das Haus noch seltener verließ. Er erklärte sich dennoch bereit, American Spring, die neue Band seiner Frau, zu produzieren. Die wenigen Lieder, die er noch für die Alben der Beach Boys beisteuerte, nennen Tandym Almer oder den damaligen Beach-Boys-Manager Jack Rieley als Co-Autoren.
1972 begleitete er die Beach Boys auf deren sechsmonatiger Reise in die Niederlande, um ein neues Album aufzunehmen. Auf dem dabei entstandenen Album Holland singt er jedoch nur eine einzige Zeile und steuerte für Funky Pretty das Schlagzeug bei. Dafür konzipierte er mit Mount Vernon and Fairway (A Fairy Tale) ein modernes Märchen, das er schrieb und mit Musik unterlegte; ursprünglich hatte er es als zentrales Stück des Albums vorgesehen. Danach zog er sich für zwei Jahre komplett von den Bandaktivitäten zurück.
Erst Ende 1974, nachdem die Kompilation Endless Summer ein großer Erfolg geworden war, bereitete er sich auf ein Comeback vor. Seine Frau holte als Hilfe den Prominentenpsychologen Eugene Landy, der Wilson behandeln sollte. Er begann wieder zu arbeiten und fand in seinem alten Freund Stephen Kalinich einen Partner, mit dem er Mitte der 1970er Dutzende Songs schrieb. Wilson begann schließlich, wieder mit der Band zu arbeiten und feierte 1976 mit dem von ihm produzierten Album 15 Big Ones ein erfolgreiches Comeback. Er war sogar bei einigen Konzerten der Beach Boys zugegen und arbeitete verbissen an weiteren Projekten. Die Alben Adult/Child und California Feelin’ erschienen allerdings nicht.
1977 wurde das von Wilson nahezu komplett alleine komponierte und eingespielte Album Love You veröffentlicht. Dieses Werk verkaufte sich allerdings schlecht. Wilson trat mit einigen dieser Songs alleine in der Comedy-Sendung Saturday Night Live auf und war Gastredner bei den Grammy Awards. 1978 gelang ihm mit dem Lied Almost Summer, das die Band Celebration einspielte, schließlich noch ein Top-30-Erfolg in den Charts, bevor er sich abermals aus der Band zurückzog und privat erneut in die Selbstzerstörung abglitt.

### Einfluss von Eugene Landy
Bereits in den 1970er Jahren hatte Eugene Landy mit Brian Wilson gearbeitet, um dessen psychischen und körperlichen Zustand zu verbessern. Die beiden gingen nach einiger Zeit der Therapie wieder getrennte Wege, als Wilson als geheilt galt. Nach der Trennung von seiner Frau verschlechterte sich Wilsons Zustand allerdings wieder dramatisch. Er nahm vermehrt Drogen zu sich und ernährte sich fast ausschließlich von Fastfood, was dazu führte, dass er bis zu 150 Kilogramm wog. Ein zweites Mal wurde Landy zu Hilfe gerufen, der dieses Mal den Plan zu einer mehrjährigen, recht teuren 24-Stunden-Therapie erstellte und mehrere Assistenten engagierte, die Wilson rund um die Uhr bewachten. Wilson trieb Sport, wobei er ebenfalls von Landys Assistenten begleitet wurde. Wilsons Freunde sprachen in diesem Zusammenhang von den „Surf Nazis“. Landy diagnostizierte bei Wilson eine manische Schizophrenie, die er durch die Verschreibung starker Medikamente behandeln wollte. Vermutlich wegen der zu starken Kontrolle unternahm Wilson 1983 einen Selbstmordversuch, während er im Meer schwamm.
Da die Betreuung durch Landy nach einiger Zeit zu teuer wurde, einigte sich Landy mit Carl Wilson darauf, kein Geld mehr für die Behandlung zu verlangen, sondern zukünftig mit 25 % an der Urheberschaft an neuen Brian-Wilson-Kompositionen beteiligt zu werden. Landy, selber ein verhinderter Musiker, begann damit, Lieder mit Brian Wilson zu schreiben. Landy war allerdings kein ausdrucksstarker Texter. Jedoch mischte er sich verstärkt in Bandangelegenheiten ein und verwendete Brian Wilson häufig als Druckmittel.
Auch auf Betreiben von Landy begann Wilson, an seiner Solokarriere zu arbeiten. Das Projekt wurde gemeinsam mit Gary Usher in Angriff genommen, mit dem Brian in den 1960er Jahren schon zusammengearbeitet hatte. Usher und Wilson schrieben in jener Zeit zahlreiche Lieder miteinander, von denen sie einige aufnahmen. 1987 erschien mit Let’s Go to Heaven in My Car das erste Stück dieser Zusammenarbeit.
Das vermeintlich zweite Soloalbum, das unter dem Arbeitstitel Sweet Insanity lief, war ein erneuter Versuch von Landy, mit Brian Wilson zu arbeiten. Das Album wurde von Wilsons Plattenfirma abgelehnt. Ebenso erschien Wilsons Biografie Wouldn’t it be nice, wobei sich auch hier wieder Landy für den größten Teil des Inhaltes verantwortlich zeigte.
Erst Anfang der 1990er Jahre wurde auch Carl Wilson auf das Verhältnis zwischen Landy und Brian Wilson aufmerksam. Als er erfuhr, dass Landy die Vormundschaft über Brian Wilson beantragt und Wilson sein Testament zu Gunsten Landys geändert hatte, klagte Carl Wilson gemeinsam mit seiner Mutter die Vormundschaft ein. Ein Gericht unterband außerdem jeden Kontakt zwischen Wilson und Landy. Die Tagebücher des zu jenem Zeitpunkt schon verstorbenen Gary Usher, der die Treffen mit Wilson dokumentiert hatte, wurden als Hauptbeweismittel verwendet. Nach seinem Eingeständnis, Wilson ohne dessen Wissen Medikamente verabreicht zu haben, verlor Landy seine Approbation als Psychotherapeut in Kalifornien. Eine konventionelle Behandlung mit einer Kombination aus Gesprächstherapie und Psychopharmaka sowie die Unterstützung seiner zweiten Ehefrau Melinda und befreundeter Musiker wie dem früheren Gitarristen der Beach Boys, Jeffrey Foskett, ermöglichten Wilson danach ein weitgehend normales Leben.

## Brian Wilson als Solist

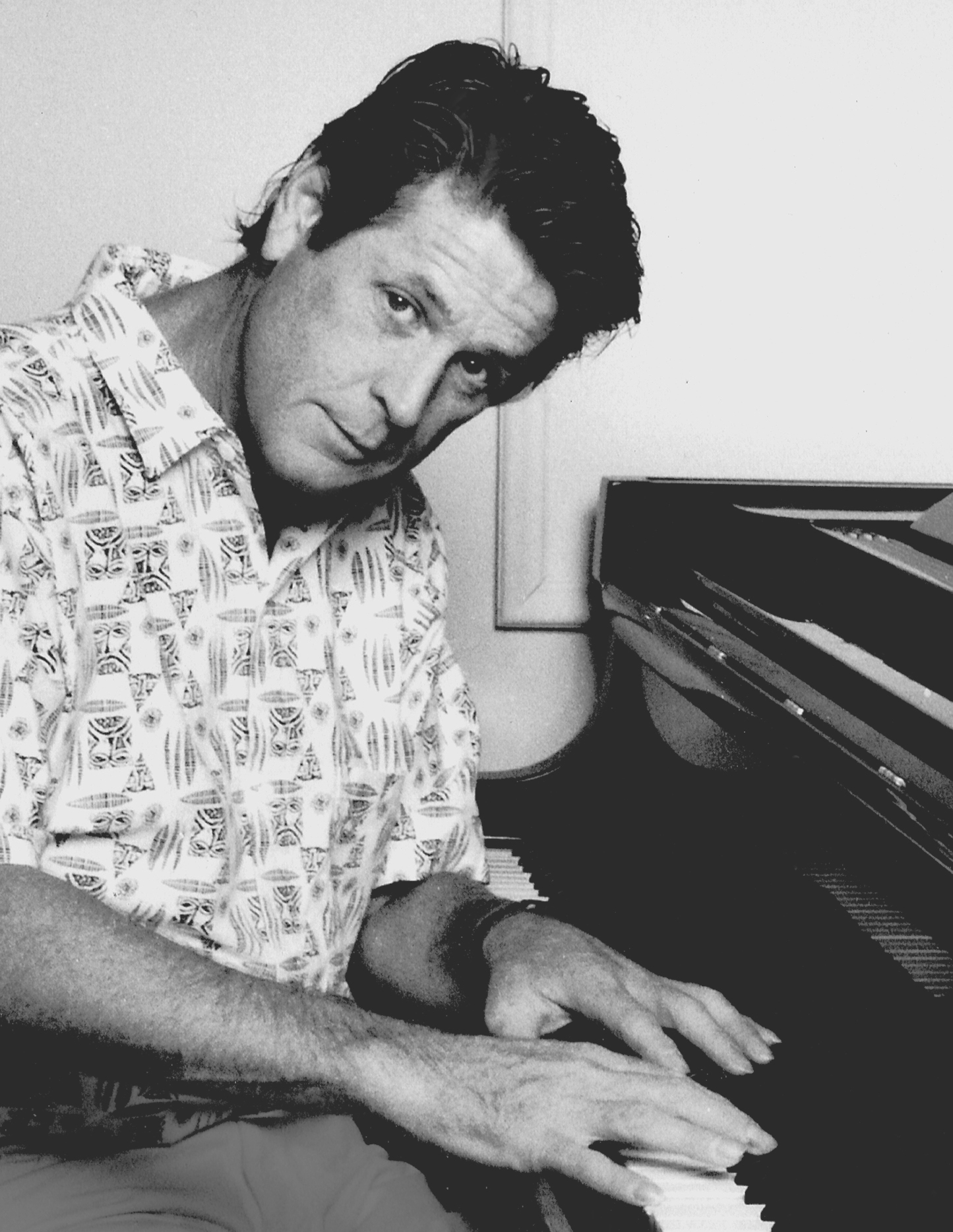
Brian Wilson, 1990

Brian Wilson hatte gemeinsam mit Gary Usher zahlreiche Lieder für sein erstes Soloalbum erarbeitet. The Spirit of Rock ‘n’ Roll, das aus dieser Zusammenarbeit entstammte, sang Brian Wilson 1986 gemeinsam mit den Beach Boys auf Hawaii während der Feier zum 25-jährigen Bandjubiläum. Anfang 1987 sicherte er sich bei Seymore Steins Plattenfirma Sire Records einen Vertrag für seine Solokarriere. Mit Let’s Go to Heaven in My Car wurde die erste Single im April 1987 veröffentlicht. Das von Wilson und Gary Usher komponierte Stück schaffte keine Chartplatzierung. Im weiteren Verlauf der Aufnahmen begann Wilson mit Andy Paley zu arbeiten.
Brian Wilsons Debütalbum wurde unter dem Titel Brian Wilson veröffentlicht. Wilson erhoffte sich mit seinem Werk eine gute Chartplatzierung. Er kam damit allerdings nur auf Rang 54. In England floppten sowohl das Album als auch die ausgekoppelten Singles. Der starke Einsatz von Synthesizern, der Landys Idee war, veränderte den typischen Brian-Wilson-Sound ins Unkenntliche.
Nachdem sein zweites Soloalbum Sweet Insanity aufgrund zu schwacher Texte von der Plattenfirma abgelehnt worden war, legte Wilson eine Schaffenspause ein und sein Plattenvertrag mit Sire Records wurde aufgelöst. Er konzentrierte sich in jener Zeit darauf, seine Vergangenheit juristisch aufzuarbeiten und führte einige Prozesse.
Erst im Winter 1994 trat Wilson wieder musikalisch in Erscheinung, als er mit seiner Tochter Carnie Wilson am Projekt Trio des Bassisten Rob Wasserman teilnahm. Sie steuerten das Lied Fantasy Is Reality/Bells of Madness bei, mit Brian Wilson als Ko-Autor. Wilson begann abermals mit Andy Paley zu arbeiten. Das erste Resultat ist ihre Version von Sweets for My Sweets, das 1995 auf der Tribut-CD für Doc Pomus erscheint.
1995 wurde die Dokumentation I Just Wasn’t Made for These Times veröffentlicht, die von Don Was produziert wurde. Im selben Jahr erschien die Soundtrack-CD zu dieser Dokumentation. Wilson nahm dafür einige ältere Lieder unplugged neu auf. Auch diese Aufnahmen wurden von Don Was produziert, verfehlten die Charts in den USA und kamen in England in die Top-60. Im Rahmen dieser Zusammenarbeit wurde auch die Idee zu einem letzten, gemeinsamen Beach-Boys-Album beraten, das Don Was ebenfalls produzieren wollte. Das Projekt wurde allerdings bald beendet.
Noch im selben Jahr erschien mit Orange Crate Art ein weiteres Album, das Wilson in Zusammenarbeit mit seinem früheren Weggefährten Van Dyke Parks aufgenommen hatte. Parks steuerte alle Kompositionen bei und trat als Produzent auf. Wilson singt sämtliche Stimmen.
Brian Wilson traf 1996 zum 30-jährigen Jubiläum von Pet Sounds erneut auf seinen Ko-Autor Tony Asher. Sie begannen damit, an neuen Liedern zu arbeiten. Everything I Need wird auf dem Album The Wilsons veröffentlicht, auf dem Brian Wilson seine beiden Töchter Carnie und Wendy unterstützte. This Isn’t Love erschien auf der Kompilation Songs Without Words. Brian Wilsons Ehefrau und Managerin Melinda Ledbetter schloss 1997 mit Joe Thomas einen Vertrag für ein neues Studioalbum ab. Das passierte zu einem Zeitpunkt, als Seymore Stein von Sire Records die Demoaufnahmen von Wilson mit Andy Paley gehört hatte und diesem einen lukrativen Vertrag für die Veröffentlichung anbot. Ledbetter wollte allerdings die mit Joe Thomas gemachten Aufnahmen forcieren, an denen Sire kein Interesse hatte. Wilsons Soloalbum, das zum größten Teil von Joe Thomas produziert und von ihm ko-komponiert wurde, erschien 1998 unter dem Titel Imagination bei der Plattenfirma „Giant Records“. Um das Album anzukündigen, spielte Wilson einen seiner seltenen Live-Auftritte. Das Album erreichte Platz 88 in den USA und Platz 33 in England.
Im Jahr darauf begann Wilson, der zeit seines Lebens an schwerem Lampenfieber litt, mit seiner ersten Solotournee. Er rekrutierte dafür eine zehnköpfige Band. Neben den USA führt ihn diese Tournee nach Japan.

### Wilson im neuen Jahrtausend

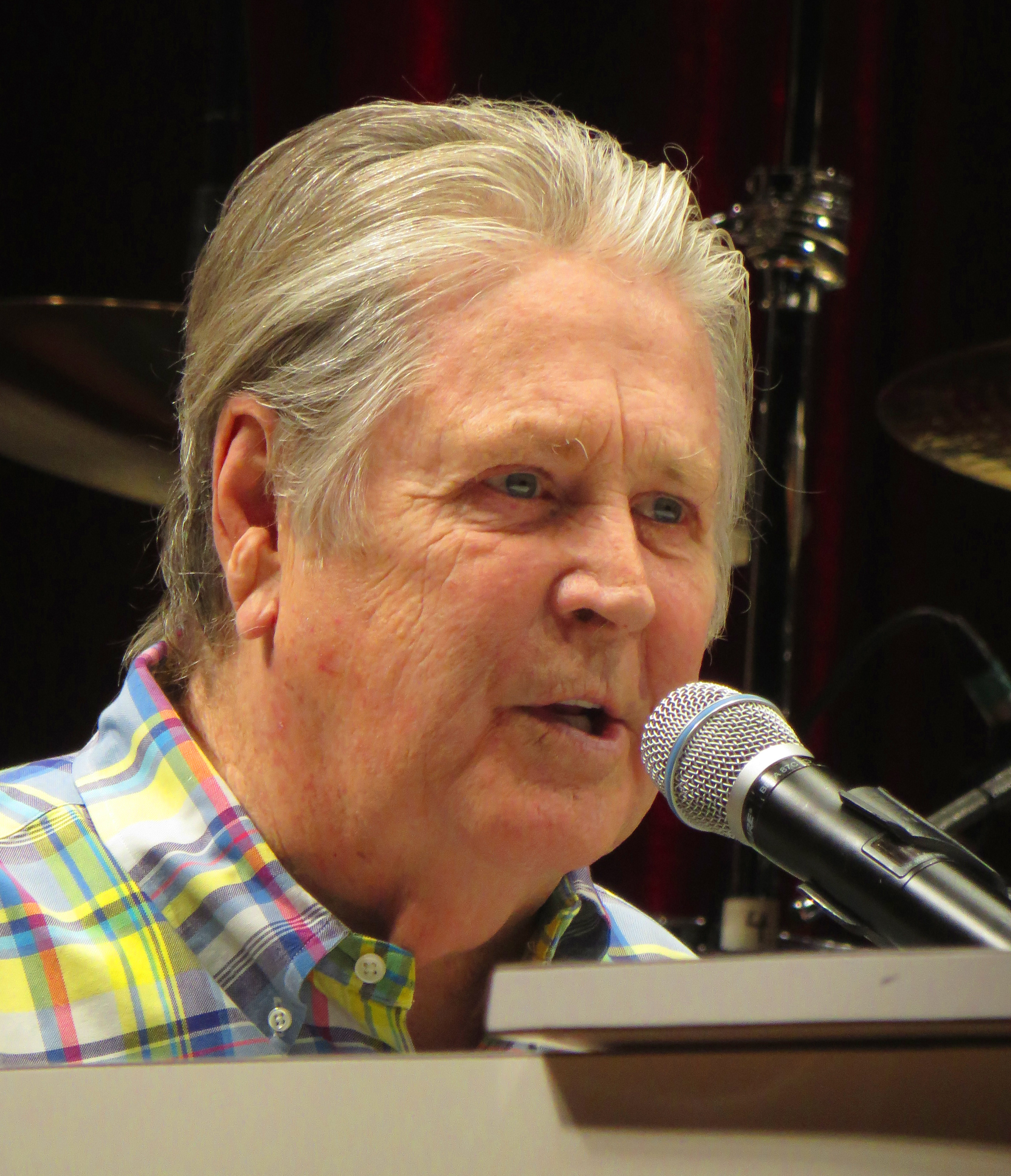
Brian Wilson, 2015

Im Jahr 2000 veröffentlichte Wilson seine erste Live-CD unter dem Titel Live at the Roxy Theatre, die neben Beach-Boys-Klassikern und Liedern aus seiner Solokarriere auch zwei bis dato unveröffentlichte Lieder enthält. 2002 folgte eine Live-CD mit dem Titel Pet Sounds Live, die einen Mitschnitt eines live gespielten Pet-Sounds-Sets darstellt. Auch in den Jahren darauf unternahm Wilson mit seiner eingespielten Band ausgedehnte Konzertreisen durch die USA, Europa und Japan. Neues Material von Wilson ist kaum zu hören. Die einzigen Ausnahmen bilden eine Neuaufnahme des Liedes California Feelin’, das Wilson für eine Beach-Boys-Kompilation einspielte, sowie ein Weihnachtsgruß in Form eines Liedes, das Wilson auf seiner Homepage bereitstellt.
2003 verdichteten sich Gerüchte, dass Wilson plane, sein zum Mythos gewordenes, bisher unveröffentlichtes, Smile-Album fertigzustellen. Zu diesem Zweck traf er sich mit seinem damaligen Ko-Autor Van Dyke Parks und holte sich den jungen Musiker Darian Sahanaja, Mitglied in Wilsons Bühnenband, mit an Bord. Die von Wilson präsentierte Liedauswahl für Smile unterscheidet sich in einigen Punkten zum Endprodukt.
2004 fand die Uraufführung von Smile in London statt, das Wilsons Band, unterstützt durch die „Stockholm Strings ’n’ Horn“, als Gesamtkunstwerk auf die Bühne brachte. Im Juni desselben Jahres erschien mit Gettin’ in Over My Head ein neues Studioalbum. Dieses Album beinhaltet Neuaufnahmen von unveröffentlichten Stücken aus den 1990er Jahren, hauptsächlich von seiner Zusammenarbeit mit Andy Paley und Wilsons unveröffentlichtem zweiten Soloalbum, sowie zwei Stücke aus einer Zusammenarbeit mit Stephen Kalinich. Das Album erreichte in den USA Rang 100. Im Oktober desselben Jahres wurde schließlich das Album Brian Wilson presents Smile veröffentlicht. Binnen einer Woche erreichte es in England Gold-Status, in den USA Rang 7 sowie Rang 13. Das Album erhielt insgesamt drei Grammy-Nominierungen und wurde für das Lied Mrs. O’Learys Cow mit dem Grammy für die „Best Rock Instrumental Performance“ ausgezeichnet.
Durch den Erfolg von Smile erhielt Wilson von Arista Records das Angebot, für das Jahr 2005 ein Weihnachtsalbum aufzunehmen. Das Album, das zwei neue Wilson-Kompositionen enthält, ist das dritte Soloalbum Wilsons binnen 1 1⁄2 Jahren, verkaufte sich mit Rang 200 allerdings recht mäßig. Deck the Halls wurde ein Top-10 Hit in den „Adult Contemporary Charts“. Im selben Jahr hatte Wilson einen Auftritt in der Fernsehserie „Duck Dogers“ und steuerte das Lied Believe in Yourself bei. Im November veröffentlichte Wilson mit der Single Walking Down the Path of Life einen Benefizsong für die Opfer des Hurrikan Katrina. Nach seinem Aufruf, dass er jeden Fan persönlich anrufen werde, der mehr als 100 Dollar für die Opfer spendet, sammelten sich binnen kurzer Zeit rund 210.000 US-Dollar. Während dieser Anrufe merkte Wilson an, für 2006 nicht mehr auf Tournee gehen zu wollen und darüber nachzudenken, längere Zeit zu pausieren. Das bestätigte er im Dezember desselben Jahres. Bereits Mitte 2006 war er allerdings schon wieder auf Tournee und kündigte ein neues Studioalbum an. Auf einer weiteren Beach-Boys-Kompilation veröffentlichte Wilson das Lied Spirit of Rock ’n’ Roll. Für kurze Zeit schloss sich Ex-Beach Boy Alan Jardine Wilsons Band an. Die beiden gingen noch einmal mit dem kompletten Pet-Sounds-Set auf Tournee in den USA. Bei der geplanten gemeinsamen Europa-Tournee war Jardine allerdings nicht mehr dabei.
Für die Kompilation New Music from an old Friend, die 2007 erschien, steuerte Wilson zwei Stücke bei: eine Neuaufnahme von God Only Knows sowie das von Wilson und Burt Bacharach geschriebene Stück What Love Can Do.
Im September 2007 feierte das neue Gesamtkunstwerk That Lucky Old Sun (A Narrative) seine Premiere in London bei der Wiedereröffnung der Royal Festival Hall. Das Album wurde rund ein Jahr später veröffentlicht und erreichte in den USA Rang 21 sowie Platz 37 in England. Es war in weiteren Ländern in den Charts vertreten. Das Album enthält zum größten Teil Stücke, die Wilson gemeinsam mit Scott Bennett schrieb, der Wilsons Tourneeband angehörte.
Im Januar 2008 absolvierte Wilson eine Australien-Tournee und veranstaltete in diesem Jahr Konzerte in den USA und in Europa. Brian Wilson wurde im selben Jahr für sein bisheriges Lebenswerk mit dem Kennedy-Preis ausgezeichnet.
Im November 2008 erschien das lange unveröffentlichte Album A World of Peace Must Come, das Wilson im Jahr 1969 mit dem kalifornischen Poeten Stephen Kalinich aufgenommen hatte. Das von Wilson produzierte Album enthält Gedichte und Gesang von Kalinich sowie einige musikalische Beiträge von Wilson.

### Vertrag mit dem Disney-Konzern
Im Jahr 2009 gab das Management von Brian Wilson bekannt, dass Wilson einen Zwei-Jahres-Vertrag über zwei Alben mit dem Disney-Konzern abgeschlossen habe. Im August 2010 erschien hieraus das erste Album. Brian Wilson Reimagines Gershwin, das Neuinterpretationen von Kompositionen enthielt, die George Gershwin verfasst hatte. Zwei der Lieder – The Like in I Love You und Nothing but Love – basierten auf unvollendeten Kompositionen von Gershwin, die von Brian Wilson und seinem Bandkollegen Scott Bennett fertiggestellt wurden.
Als zweites Album aus diesem Vertrag wurde im August 2011 das Album In the Key of Disney veröffentlicht, das Coverversionen aus dem Disney-Film-Katalog enthält, zu denen Wilson einen Bezug hatte und sie deshalb neu interpretierte.
Danach widmete sich Wilson wieder vermehrt den Beach Boys, um deren Album That’s Why God Made the Radio zu produzieren und die Konzertreihe zum 50. Jahrestag der Bandgründung zu begehen. Nachdem dieses Engagement beendet worden war, ging Brian Wilson zunächst mit Jeff Beck auf eine längere Tournee und plante zudem, gemeinsam mit Beck ein Album aufzunehmen, wobei sich Letzteres nicht realisieren ließ. 2014 kündigte er an, an einem neuen Solo-Studioalbum unter dem Titel No Pier Pressure zu arbeiten.

### No Pier Pressure
Das Management gab bekannt, dass Wilson sein neues Soloalbum gemeinsam mit dem Songschreiber und Produzenten Joe Thomas umsetzen würde. Mit Thomas hatte er bereits in den 1990er Jahren sein Soloalbum Imagination produziert. Zudem war auch das letzte Beach-Boys-Album That’s Why God Made the Radio eine Gemeinschaftsarbeit von Wilson und Thomas. Zudem wurde bekannt gegeben, auf eine Reihe von Gastmusikern zu setzen, die auf dem neuen Album mitwirken sollten. Neben seinen ehemaligen Beach-Boys-Kollegen Alan Jardine, Blondie Chaplin und David Marks sind auch Zooey Deschanel, Nate Ruess und Kacey Musgraves auf dem Album zu hören. Das Album erschien bei Capitol Records.

### Partner und Texter von Brian Wilson
Während seiner gesamten musikalischen Laufbahn griff Brian Wilson immer wieder auf verschiedene Ko-Autoren zurück. Diese befassten sich meist mit den Texten zu Wilsons Musik. Brian Wilson sagte in mehreren Interviews, dass er zwar selber Texte schreiben könne, jene der anderen Leute aber meistens besser seien. Die Texte von Wilson wiesen meistens einen eher naiven Touch auf und handelten von seinen Gefühlen. Allerdings war es auch Wilson, der für einen der bekanntesten Beach-Boys-Hits den Text schrieb – Surfin’ USA, eine Coverversion des Titels Sweet Little Sixteen von Chuck Berry.
Gruppenintern mit den Beach Boys arbeitete er meistens mit Mike Love zusammen. Love verstand es, die meist melancholischen Melodien von Wilson mit einem positiven Text und Konzept zu vervollständigen. Extern griff Wilson auf viele verschiedene Texter oder Partner zurück. Am Anfang der Karriere schrieb er viele Lieder gemeinsam mit Gary Usher. Diese Partnerschaft erstreckte sich sowohl auf Text als auch Musik. Sein nächster wichtiger Partner war der kalifornische Radio-DJ Roger Christian, mit dem die Hot-Rod/Auto-Themen entstanden. 1965 griff Wilson für sein Meisterwerk Pet Sounds auf den in London geborenen Tony Asher zurück. Ein Jahr später arbeitete er bereits mit Van Dyke Parks an einem neuen Projekt. 1968 lernte er Stephen Kalinich kennen, mit dem er Ende der 1960 sowie Mitte der 1970 sehr viele Lieder schrieb, allerdings wurden davon kaum Lieder veröffentlicht. Zusammen verfassten sie auch A World of Peace Must Come, für das Wilson einige Gedichte von Kalinich mit Musik unterlegte. Auch aus der Zusammenarbeit mit Tandym Almer Anfang der 1970er Jahre wurde kaum etwas publiziert, da die anderen Beach Boys die Texte von Almer als zu obszön betrachteten. Nach der Ära Kalinich II arbeitete Wilson viel alleine, zeichnete für Text und Musik verantwortlich. Es dauerte bis in die 1980er Jahre, bevor Wilson wieder auf einen Partner zurückgriff. Es war sein Therapeut Eugene Landy, der exklusiv mit Wilson arbeiten wollte, um an den Tantiemen beteiligt zu werden. Später stellte sich allerdings heraus, dass Landy einen Großteil der Texte gar nicht selbst schrieb, sondern schreiben ließ bzw. dass Wilson vieles alleine machte und Landy aus finanziellen Gründen seinen Namen unter die Arbeit setzte. 1986 begann Brian Wilson wieder, mit Gary Usher zu arbeiten, danach ging er mit dem ehemaligen Hit-Produzenten Andy Paley eine Partnerschaft ein, die bis in die Mitte der 1990er anhalten sollte. Auch hier arbeiteten Wilson und Paley gemeinsam an Text und Musik.
Für sein Solo-Album Imagination aus dem Jahr 1998 arbeitete Wilson mit Joe Thomas zusammen. Danach arbeitete er mit wechselnden Partnern und nur noch sporadisch an neuem Material. Im Jahr 2006 entschloss er sich schließlich zu einer Zusammenarbeit mit Scott Bennett, der Wilsons Live-Band angehörte. Daraus entstand das Album That Lucky Old Sun.

## Kompositorisches Werk
Die meisten von Brian Wilsons Kompositionen sind weitaus komplexer strukturiert als in der Popmusik üblich. Darüber hinaus verwendet er als Begleitakkorde nicht nur die in der Popmusik üblichen Grunddreiklänge, sondern auch Sextakkorde und Quartsextakkorde sowie Orgelpunkte. Zeitgenössische Musiker wie Paul McCartney und Elton John haben erklärt, dass dies Einfluss auf ihr eigenes musikalisches Schaffen hatte.
Seine Songs wurden von Hunderten anderer Künstler gecovert.

## Auszeichnungen
Brian Wilson wurde vom Musikmagazin Rolling Stone auf Rang 52 der besten Sänger sowie auf Rang zwölf der größten Songwriter aller Zeiten gelistet. Im Jahr 2008 wurde Wilson aufgrund seiner Leistungen mit dem Kennedy Award ausgezeichnet. Brian Wilson ist ein Mitglied der Rock and Roll Hall of Fame und der Songwriters Hall of Fame. Die Laudatio für ihn hielt sein Freund Paul McCartney. 
2001 wurde der Asteroid (18125) Brianwilson nach ihm benannt. Ebenfalls 2001 wurde er mit einem Grammy für sein Lebenswerk ausgezeichnet; 2005 folgte der für die „Best Rock Instrumental Performance“. 2006 wurde Wilson in die britische Music Hall of Fame aufgenommen.

## Privatleben
Am 7. Dezember 1964 heiratete er seine damals 16-jährige Freundin Marilyn Rovell. Sie bekamen zwei Töchter, Carnie und Wendy, die später Teil der Girlgroup Wilson Phillips wurden.
Im selben Jahr teilte er nach einem Nervenzusammenbruch in Houston den anderen Bandmitgliedern mit, dass er nicht mehr mit ihnen auf Tournee gehen werde. Er gab sein letztes Konzert im Januar 1965. Bereits zuvor hatte er damit begonnen, mit Marihuana zu experimentieren. Im Frühjahr 1965 kam er mit der – damals noch legalen – Droge LSD in Kontakt und hatte während dieses Erlebnisses die Eingebung zu dem Lied California Girls.
Wilsons Frau reichte 1978 die Scheidung ein, weil er seinen Töchtern Drogen angeboten haben soll. Schon zuvor hatte sie von seiner langjährigen Affäre mit ihrer Schwester Diane erfahren (beide waren Mitglieder der von ihm produzierten Girlband The Honeys). Wilson verarbeitete dieses Erlebnis im Lied My Diane. 1978 verbrachte er mehrere Monate im Krankenhaus.
Im Februar 1995 heiratete Wilson Melinda Ledbetter. Das Paar adoptierte fünf Kinder. Ledbetter übernahm fortan Wilsons Management und kümmerte sich später auch um dessen medikamentöse Versorgung. 1999 erwarb er für 3,5 Millionen US-Dollar ein großes Anwesen in Beverly Hills.
In späteren Jahren litt Wilson an neurokognitiven Störungen (eine Form von Demenz). Nach Melindas Tod am 30. Januar 2024 musste seine medizinische Versorgung neu geregelt werden, da in seiner Patientenverfügung keine Nachfolge im Fall ihres Ablebens vorgesehen war. Aus diesem Grund entschied im Mai 2024 ein Gericht in Los Angeles, dass für Wilson zwei Personen aus seinem nahen Umfeld als Vormund eingesetzt wurden: seine langjährige Managerin LeeAnn Hard und seine langjährige Pressesprecherin Jean Sievers.
Wilson starb im Juni 2025 in seinem Haus in Kalifornien im Alter von 82 Jahren.

## Filmbiografie
2014 entstand, basierend auf Episoden seines Lebens, der Film Love & Mercy, der nach dem gleichnamigen Song aus dem Jahr 1988 benannt wurde. Dabei wird Wilson von zwei Schauspielern dargestellt: in den 1960er Jahren von Paul Dano, in den 1980er Jahren von John Cusack. Die Regie übernahm Bill Pohlad.

## Diskografie

### Studioalben
| Jahr | Titel                              | Höchstplatzierung, Gesamtwochen, AuszeichnungChartplatzierungen (Jahr, Titel, Platzierungen, Wochen, Auszeichnungen, Anmerkungen) | Höchstplatzierung, Gesamtwochen, AuszeichnungChartplatzierungen (Jahr, Titel, Platzierungen, Wochen, Auszeichnungen, Anmerkungen) | Höchstplatzierung, Gesamtwochen, AuszeichnungChartplatzierungen (Jahr, Titel, Platzierungen, Wochen, Auszeichnungen, Anmerkungen) | Höchstplatzierung, Gesamtwochen, AuszeichnungChartplatzierungen (Jahr, Titel, Platzierungen, Wochen, Auszeichnungen, Anmerkungen) | Höchstplatzierung, Gesamtwochen, AuszeichnungChartplatzierungen (Jahr, Titel, Platzierungen, Wochen, Auszeichnungen, Anmerkungen) | Anmerkungen                              |
| Jahr | Titel                              | DE | AT | CH | UK | US | Anmerkungen                              |
| ---- | ---------------------------------- | --- | --- | --- | --- | --- | ---------------------------------------- |
| 1988 | Brian Wilson                       | — | — | — | — | US54 (13 Wo.)US | Erstveröffentlichung: 12. Juli 1988      |
| 1995 | I Just Wasn’t Made for These Times | — | — | — | UK59 (1 Wo.)UK | — | Erstveröffentlichung: 15. August 1995    |
| 1998 | Imagination                        | — | — | — | UK30 (3 Wo.)UK | US88 (2 Wo.)US | Erstveröffentlichung: 16. Juni 1998      |
| 2004 | Gettin’ in Over My Head            | DE61 (2 Wo.)DE | — | — | UK53 (1 Wo.)UK | US100 (1 Wo.)US | Erstveröffentlichung: 22. Juni 2004      |
| 2004 | Smile                              | DE22 (4 Wo.)DE | AT59 (1 Wo.)AT | CH54 (2 Wo.)CH | UK7 Gold · (9 Wo.)UK | US13 (14 Wo.)US | Erstveröffentlichung: 28. September 2004 |
| 2005 | What I Really Want for Christmas   | — | — | — | — | US200 (1 Wo.)US | Erstveröffentlichung: 18. Oktober 2005   |
| 2008 | That Lucky Old Sun (A Narrative)   | DE45 (3 Wo.)DE | — | — | UK37 (1 Wo.)UK | US21 (4 Wo.)US | Erstveröffentlichung: 2. September 2008  |
| 2010 | Reimagines Gershwin                | DE86 (1 Wo.)DE | — | — | UK55 (1 Wo.)UK | US26 (4 Wo.)US | Erstveröffentlichung: 17. August 2010    |
| 2011 | In the Key of Disney               | — | — | — | — | US83 (1 Wo.)US | Erstveröffentlichung: 25. Oktober 2011   |
| 2015 | No Pier Pressure                   | DE64 (1 Wo.)DE | — | — | UK25 (2 Wo.)UK | US28 (2 Wo.)US | Erstveröffentlichung: 3. April 2015      |

Weitere Alben
- 1995: Orange Crate Art
- 2000: Live at the Roxy Theatre
- 2002: Pet Sounds Live
- 2021: At My Piano
- 2021: Long Promised Road (Original Motion Picture Soundtrack)

### Singles
| Jahr | Titel Album                          | Höchstplatzierung, Gesamtwochen, AuszeichnungChartplatzierungen (Jahr, Titel, Album, Platzierungen, Wochen, Auszeichnungen, Anmerkungen) | Höchstplatzierung, Gesamtwochen, AuszeichnungChartplatzierungen (Jahr, Titel, Album, Platzierungen, Wochen, Auszeichnungen, Anmerkungen) | Höchstplatzierung, Gesamtwochen, AuszeichnungChartplatzierungen (Jahr, Titel, Album, Platzierungen, Wochen, Auszeichnungen, Anmerkungen) | Höchstplatzierung, Gesamtwochen, AuszeichnungChartplatzierungen (Jahr, Titel, Album, Platzierungen, Wochen, Auszeichnungen, Anmerkungen) | Höchstplatzierung, Gesamtwochen, AuszeichnungChartplatzierungen (Jahr, Titel, Album, Platzierungen, Wochen, Auszeichnungen, Anmerkungen) | Anmerkungen                              |
| Jahr | Titel Album                          | DE | AT | CH | UK | US | Anmerkungen                              |
| ---- | ------------------------------------ | --- | --- | --- | --- | --- | ---------------------------------------- |
| 1966 | Caroline, No / Summer Means New Love | — | — | — | — | US32 (7 Wo.)US | Erstveröffentlichung: 7. März 1966       |
| 2004 | Wonderful Smile                      | — | — | — | UK29 (2 Wo.)UK | — | Erstveröffentlichung: 20. September 2004 |
| 2004 | Good Vibrations Smile                | — | — | — | UK30 (2 Wo.)UK | — | Erstveröffentlichung: Dezember 2004      |
| 2005 | What I Really Want for Christmas     | — | — | — | UK66 (1 Wo.)UK | — | Erstveröffentlichung: Dezember 2005      |
| 2014 | God Only Knows                       | — | — | — | UK20 (5 Wo.)UK | — | Erstveröffentlichung: 7. Oktober 2014    |

grau schraffiert: keine Chartdaten aus diesem Jahr verfügbar

### Weitere Veröffentlichungen
- Country Feelin’s (1991) – auf der CD „For our Children“
- Fantasy Is Reality / Bells of Madness (1994) – auf der CD „Trios“ mit Rob Wasserman und Carnie Wilson
- This Could Be the Night (1995) – auf der CD „For the Love of Harry – Everybody Sings Nilsson“
- Sweets for My Sweet (1995) – auf der CD „Till the Night Is Gone – A Tribute to Doc Pomus“
- On Christmas Day (2000, Brian Wilson) – Nur als MP3 veröffentlicht (auf Rang 10 der Download Charts)
- California Feeling (2002, Brian Wilson/Stephen Kalinich) – auf dem BB-Sampler „Beach Boys Classics“
- Believe in Yourself (2003, Brian Wilson) – Soundtrack für Duck Dodgers
- Rodney On The ROQ (2004, Brian Wilson/Andy Paley) – Soundtrack „Mayor Of The Sunset Strip“
- The Spirit of Rock ’n’ Roll (2006, Brian Wilson/Gary Usher/Tom Kelly) – auf Beach-Boys-Compilation „Songs from Here and Back“
- What Love Can Do (2007, Brian Wilson) – auf den Samplern „New Music from an Old Friend“ (2007) und „What Love Can Do“ (2009)
- Live Let Live (2007, Brian Wilson/Van Dyke Parks) – Soundtrack zu „Arctic Tale“
- Speed Turtle (2007, Bonton/Ford) – Blue Moo, Kinderbuch mit CD
- Listen to Me (2011) – Auf dem Tributealbum für Buddy Holly Listen to Me

### Videoalben
- I Just Wasn’t Made for These Times (1995) – Dokumentation
- Imagination. 1999.
- An All-Star Tribute to Brian Wilson (2001) – Konzert in der Radio City Music Hall mit zahlreichen Künstlern (u. a. Ricky Martin, Paul Simon, Elton John, Billy Joel)
- Pet Sounds, Live (2002)
- On Tour (2003) – Dokumentation über Wilsons erste Konzerttournee 1999/2000
- Brian Wilson presents Smile (2005) – Studiokonzert des Albums plus diverse Dokumentationen inkl. „Beautiful Dreamer“ über die Entstehungsgeschichte von Smile (US: Platin)
- Musicares presents A Tribute to Brian Wilson (2007) – mit Red Hot Chili Peppers, Michael McDonald, Darlene Love, Billy Preston, Brian Wilson and Band
- That Lucky Old Sun (2009) – Studiokonzert des Albums, aufgenommen im Mai 2008 in Los Angeles plus diverse Dokumentationen, Interviews und Auftritte
- Brian Wilson and Friends – A Soundstage Special Event (2015) – Live in Las Vegas 2015, DVD und Blu-Ray Set, nur in den USA erschienen
- Brian Wilson – Songwriter 1962–1969 (2010)
- Brian Wilson – Songwriter 1969–1982 (2012)